# Салернитана
«Салернита́на» (итал. Unione Sportiva Salernitana 1919) — итальянский футбольный клуб из города Салерно, выступающий в Серии C. Основан в 1919 году. Домашние матчи проводит на стадионе «Ареки», вмещающем 37 245 зрителей. Наивысшим достижением клуба в Серии A стало 15-е место в сезоне 1998/99, в Кубке Италии — выход в 1/8 финала в 2000/01 и в 2008/09. Заняв 2-е место в Серии B сезона 2020/21, клуб получил право вернуться в Серию A впервые за 22 года.

## История
«Салернитана» была основана в 1919 году несколькими деловыми партнёрами во главе с Маттео Скьявоне, а пост президента клуба занял Адальджизо Онести. В первом же сезоне чемпионата команда, заняв первое место в своей группе, вышла в финал, где столкнулась с командой из Неаполя «Бразилиано». Поскольку оба финальных матча закончились со счётом 5:0, потребовалось проведение третьего решающего матча. Однако, неаполитанская команда не явилась на поле в Ночера-Инферьоре. Таким образом «Салернитана» автоматически стала победителем чемпионата и получила право играть в высшей лиге. В сезоне 1921/22 произошло слияние с клубом «Sporting Club Audax Salerno».
В 1922 году возник клуб под названием «Салернитанаудакс». Однако, в 1925 году был расформирован из-за различных проблем и разногласий. «Салернитана» возродилась в 1927 году, снова начав с третьей лиги. В сезоне 1937/38 команде удалось выйти в Серию В. Но, спустя сезон, «Салернитана» снова вернулась в третью лигу.
В сезоне 1941/42 «Салернитана» набрала необходимое количество очков для повышения, но была лишена этой возможности после нарушения правил в матче с «Кавезе», который завершился победой «Салернитаны» со счётом 8:0. После матча было заявлено, что вратаря «Кавезе» подговорили пропустить как можно больше голов. В следующем сезоне команда полноправно добилась повышения в лиге под руководством Джузеппе Виани. Из-за войны в те годы чемпионат был приостановлен и заменён региональными турнирами. «Салернитана» выиграла Кубок Освобождения и заняла второе место в Чемпионате Кампании в 1945 году. Затем одержала победу в смешанном чемпионате Серии А/В 1945/46 годов. В сезоне 1947/48 Джузеппе Виани вывел команду в Серию А.
В высшей лиге «Салернитана» сделала себе имя благодаря революционной тактической схеме «вианема», разработанной Антонио Валезе. Позже эта схема превратилась в современную итальянскую «катеначчо». Благодаря этой схеме, команда добывала себе драгоценные ничьи и победы. Позже команда покинула высшую итальянскую лигу. Существует мнение, что понижению в классе поспособствовала работа арбитров.
Затем последовали восемь лет борьбы в Серии В, пока в сезоне 1955/56 «Салернитана» не опустилась ещё ниже в Серию С. 28 апреля 1963 года во время матча с клубом Потенца на стадионе погиб зритель. Джузеппе Плайтано случайно попал под пулю, выпущенную в воздух полицейским в попытке остановить драку на поле, вызванную гневом болельщиков. В сезоне 1965/66 команда добилась повышения, но продержалась всего один сезон. Следующие 23 года «Салернитана» играла в третьем дивизионе.
В сезоне 1989/90 команда снова вышла во второй дивизион, заняв второе место в турнирной таблице. Однако, спустя год, опять вернулась в Серию С. Спустя несколько лет, с приходом в клуб Делио Росси, «Салернитана» вернулась в Серию В, а позже с Джованни Пизано и в высшую лигу итальянского футбола.
Позже «Салернитана» вернулась в Серию В, где в 2003 году были на грани вылета. Летом 2005 года клуб был отстранён от игр в чемпионате из-за финансовых проблем, хотя президент Алиберти и другие представители утверждали, что клуб сможет выплатить все долги. В итоге клуб был ликвидирован. Спустя некоторое время, в Салерно зародился новый клуб, благодаря Петруччи. Клуб достигал успехов в низших лигах во многом благодаря результативной игре Артуро Ди Наполи. Позже клуб приобрёл нематериальные активы предыдущей «Салернитаны». Добившись перехода в Серию В, команда снова покинула её, спустя один год. По итогам сезона 2010/11, не получив большого успеха, клуб обанкротился.
Игры были возобновлены в Серии D в 2011 году через клуб «Салерно Кальчо», основанный Клаудио Лотито и Марко Меццарома. В следующем сезоне клуб приобрёл название «Салернитана», путём приобретения активов, использовавшихся предыдущим клубом, и успешно получил два повышения подряд под руководством Карло Перроне. В сезоне 2012/13 была одержана победа в Суперкубке Второго Дивизиона и в Кубке Серии С в 2013/14. В сезоне 2015/16 команда заработала выход в Серию В под руководством Леонардо Меникини. В сезоне 2018/19 команда одерживает победу по итогу двух встреч с «Венецией» и сохраняет место в лиге.
19 июня 2019 года «Салернитана» отмечала 100 лет со дня создания клуба. В честь этого события был организован трёхсторонний турнир с клубами «Бари» и «Реджина». Также был изменён герб на футболке. Было решено использовать логотип 1940-х годов.
В сезоне 2020/21 «Салернитана», под руководством Фабрицио Кастори получает путёвку в высшую итальянскую лигу Серию А впервые с 1999 года, заняв второе место в турнирной таблице, уступая лишь «Эмполи».
Выход клуба в Серию А породил сложный корпоративный вопрос, связанный с президентом Клаудио Лотито, который занимал аналогичную должность в «Лацио». Поскольку, по регламенту, одно лицо не может являться владельцем двух команд в одной лиге «Салернитане» был установлен срок до 31 декабря 2021 года получить новое руководство, чтобы стать полноценным участником чемпионата. Таким образом, преодолев череду юридических вопросов, новым владельцев команды стал Данило Ерволино, который оформил предложение в 23:58 31 декабря. В первой части сезона команда оставалась в нижней части таблицы, одержав 3 победы, 2 ничьи и 16 поражений. После зимнего трансферного окна, совершив череду рокировок в составе, проведённых новым спортивным директором Вальтером Сабатини, команда добилась долгожданного спасения в самом конце сезона, несмотря на домашнее поражение от «Удинезе» со счётом 0:4. «Салернитана» стала первой командой сохранившей место в Серии А, набрав всего 31 очко. По итогам сезона 2022/23 команда сохранили позицию в лиге, заняв 15 строчку турнирной таблицы.

## Достижения
Серия B:
- Победитель (2): 1946/47; 1997/98
- 2-е место: 2020/21

Серия C1:
- Победитель (3): 1937/38; 1965/66; 2007/08

Второй дивизион Профессиональной лиги:
- Победитель: 2012/13

Серия D:
- Победитель: 2011/12

Суперкубок Второго дивизиона Профессиональной лиги:
- Победитель: 2012/13

## Текущий состав
| 1  | Флаг Италии    | Вр  | Винченцо Фьорилло  | 1990 |  |  |  |  |  |
| 13 | Флаг Мексики   | Вр  | Гильермо Очоа      | 1985 |  |  |  |  |  |
| 56 | Флаг Франции   | Вр  | Бенуа Костиль      | 1987 |  |  |  |  |  |
|    |                |     |                    |      |  |  |  |  |  |
| 3  | Флаг Хорватии  | Защ | Домагой Брадарич   | 1999 |  |  |  |  |  |
| 6  | Флаг Франции   | Защ | Жуниор Самбия      | 1996 |  |  |  |  |  |
| 17 | Флаг Аргентины | Защ | Федерико Фасио     | 1987 |  |  |  |  |  |
| 66 | Флаг Италии    | Защ | Маттео Ловато      | 2000 |  |  |  |  |  |
|    |                |     |                    |      |  |  |  |  |  |
| 7  | Флаг Аргентины | ПЗ  | Агустин Мартеджани | 2000 |  |  |  |  |  |
| 25 | Флаг Италии    | ПЗ  | Джулио Маджоре     | 1998 |  |  |  |  |  |

| 99 | Флаг Польши     | ПЗ  | Матеуш Леговский      | 2003 |  |  |  |  |  |
|    |                 |     |                       |      |  |  |  |  |  |
| 9  | Флаг Нигерии    | Нап | Симеон Нванкво        | 1992 |  |  |  |  |  |
| 10 | Флаг Сенегала   | Нап | Булайе Диа            | 1996 |  |  |  |  |  |
| 11 | Флаг Норвегии   | Нап | Эрик Ботхейм          | 2000 |  |  |  |  |  |
| 19 | Флаг Ямайки     | Нап | Триванте Стюарт       | 2000 |  |  |  |  |  |
| 21 | Флаг Кабо-Верде | Нап | Жоване Кабрал         | 1998 |  |  |  |  |  |
| 22 | Флаг Нигерии    | Нап | Чуквубуикем Иквуемеси | 2001 |  |  |  |  |  |
| 33 | Флаг Франции    | Нап | Лум Чауна             | 2003 |  |  |  |  |  |

## Форма

### Домашняя
| 1990/91 | 1993/94 | 1994/95 | 1995/96 | 1997/98 | 1998/99 | 1999/00 | 2000/01 | 2001/02 | 2002/03 | 2003/04 |
| 2004/05 | 2005/06 | 2007/08 | 2008/09 | 2009/10 | 2010/11 | 2011/12 | 2012/13 | 2013/14 | 2014/15 | 2015/16 |
| 2016/17 | 2017/18 | 2018/19 | 2019/20 | 2020/21 | 2021/22 | 2022/23 | 2023/24 | 2024/25 |         |         |

### Гостевая
| 1990/91 | 1993/94 | 1994/95 | 1995/96 | 1997/98 | 1998/99 | 1999/00 | 2000/01 | 2001/02 | 2002/03 | 2003/04 |
| 2004/05 | 2005/06 | 2007/08 | 2008/09 | 2009/10 | 2010/11 | 2011/12 | 2012/13 | 2013/14 | 2014/15 | 2015/16 |
| 2016/17 | 2017/18 | 2018/19 | 2019/20 | 2020/21 | 2021/22 | 2022/23 | 2023/24 | 2024/25 |         |         |

### Резервная
| 1995/96 | 1998/99 | 1999/00 | 2000/01 | 2001/02 | 2002/03 | 2009/10 | 2010/11 | 2012/13 | 2013/14 | 2014/15 |
| 2015/16 | 2016/17 | 2018/19 | 2019/20 | 2020/21 | 2021/22 | 2022/23 | 2023/24 | 2024/25 |         |         |

#### Специальная
| 1998/99 | 2000/01 | 2013/14 | 2021/22 | 2022/23 | 2023/24 |

Источник:,